# کورنلیا لینزه
کورنلیا لینزه (آلمانی: Cornelia Linse؛ زادهٔ ۳ اکتبر ۱۹۵۹) قایقران روئینگ اهل آلمان بود.